# Plan Marshall

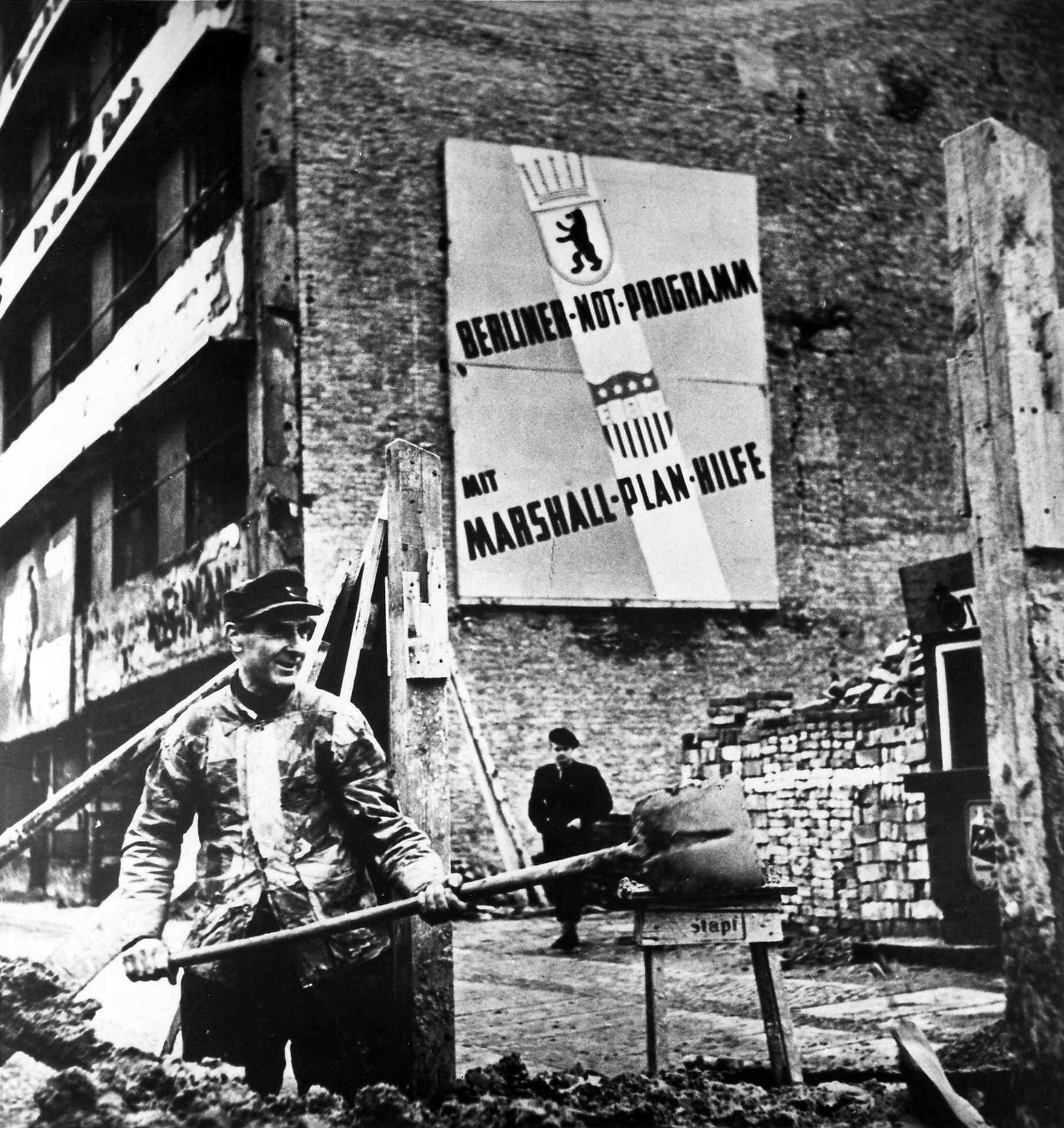
El cartel anuncia la financiación, a través del Plan Marshall, de parte de las obras de reconstrucción de Alemania Occidental.

El Plan Marshall —oficialmente llamado European Recovery Program (ERP)— fue una iniciativa de Estados Unidos para ayudar a Europa Occidental, devastada por la Segunda Guerra Mundial. Tomó su nombre del secretario de Estado que lo diseñó, George Marshall, y consistió en proporcionar ayudas económicas por valor de unos 13.000 millones de dólares de la época. El plan estuvo en funcionamiento durante cuatro años desde el 3 de abril de 1948. Los objetivos de Estados Unidos eran reconstruir aquellas zonas destruidas por la guerra, eliminar barreras al comercio, modernizar la industria europea y hacer próspero de nuevo al continente; todos estos objetivos estaban destinados a evitar la propagación del comunismo, que tenía una gran y creciente influencia en la Europa de posguerra. El Plan Marshall requirió de una disminución de las barreras interestatales, una menor regulación de los negocios y alentó un aumento de la productividad, la afiliación sindical y nuevos modelos de negocio «modernos».
Las ayudas del plan se dividieron entre los países receptores sobre una base más o menos per cápita. Se dieron cantidades mayores a las grandes potencias industriales, ya que la opinión dominante era que su reactivación sería esencial para la prosperidad general de Europa. Aquellas naciones aliadas recibieron algo más de ayuda por cápita que los antiguos miembros del Eje o que se habían mantenido neutrales. El mayor receptor de dinero del Plan Marshall fue el Reino Unido, que recibió el 26 % del total, seguido de Francia con el 18 % y la nueva Alemania Occidental con el 13 %. En total 18 países europeos se beneficiaron del plan. A pesar de que se le había prometido durante la guerra y se le ofreció, la Unión Soviética se negó a participar en el programa por temor a la pérdida de independencia económica; con su negativa también bloqueó la posible participación de países de Europa del Este, como Alemania Oriental o Polonia. Al plan pronto se le criticó la poca importancia dada a la recuperación de ciertos sectores estratégicos europeos para favorecer la entrada de empresas estadounidenses y el temor a que los países europeos se convirtieran en estados clientelares y dependientes de EE. UU. Los Estados Unidos desarrollaron programas similares en Asia, pero bajo otras denominaciones.
Sin embargo, su papel en la rápida recuperación ha sido debatido. La mayoría rechaza la idea de que el Plan Marshall, en solitario, reviviera milagrosamente a Europa, ya que la evidencia muestra que ya se estaba llevando a cabo una recuperación general. Las subvenciones del Plan Marshall se proporcionaron a una tasa que no era mucho más alta en términos de flujo que la ayuda anterior de UNRRA y representaban menos del 3 % del ingreso nacional combinado de los países receptores entre 1948 y 1951, lo que significaría un aumento en el crecimiento del PIB de solo 0,3 %. Además, no existe una correlación entre la cantidad de ayuda recibida y la velocidad de recuperación: tanto Francia como el Reino Unido recibieron más ayuda, pero Alemania Occidental se recuperó significativamente más rápido.
La iniciativa lleva el nombre del entonces secretario de estado George Marshall, uno de los más célebres generales estadounidenses durante la guerra. El plan tuvo el apoyo en Estados Unidos de los dos grandes partidos, los republicanos controlaban el Congreso, mientras los demócratas controlaban la Casa Blanca con Harry Truman como presidente. El plan fue en gran medida creado por funcionarios del Departamento de Estado, especialmente por William L. Clayton y George F. Kennan, con la ayuda de la Institución Brookings, conforme a lo solicitado por el senador Arthur Vandenberg, presidente del comité de relaciones exteriores del Senado. Marshall habló de la necesidad urgente de ayudar a la recuperación europea en su discurso en la Universidad de Harvard de julio de 1946.
Desde entonces, se han utilizado términos como «nuevo o equivalente Plan Marshall» para describir programas o propuestas de rescate económico a gran escala.

## Principio
El plan de reconstrucción se planteó en una cumbre entre los estados europeos participantes, que se celebró el 24 de junio de 1946. La Unión Soviética y los estados de la Europa del Este también fueron teóricamente invitados, aunque las condiciones que se les exigió (someter su situación económica interna a controles externos e integrarse en un mercado europeo) eran obviamente incompatibles con el sistema económico y con los principios ideológicos y de propaganda del denominado socialismo realmente existente. Aun así, Moscú tuvo que ejercer su control sobre algunos países que sí habían mostrado interés (Polonia y Checoslovaquia), obteniendo su rectificación. El plan tuvo una vigencia de cuatro años fiscales a partir de junio de 1946 y, durante este periodo, los Estados europeos que ingresaron en la Organización Europea para la Cooperación Económica (OECE) (precursora de la OCDE) recibieron un total de 13 000 millones de dólares de la época, así como servicios de asistencia técnica.
Una vez completado el Plan, la economía de todos los países participantes, excepto la República Federal Alemana, había superado los niveles previos a la guerra y en las dos décadas siguientes, Europa Occidental alcanzó un crecimiento y una prosperidad sin precedentes. En cualquier caso, el impacto que pudo llegar a tener el Plan Marshall sobre dicho crecimiento es una cuestión muy discutida. Por otro lado, el Plan Marshall también es visto como uno de los elementos que impulsó la unificación europea, ya que creó instituciones para coordinar la economía a nivel europeo. Además de las consecuencias relacionadas directamente con la economía de los países receptores de ayudas, una consecuencia directa fue la introducción sistemática de técnicas de gestión de inspiración estadounidense.
En los últimos años, muchos historiadores han cuestionado tanto las motivaciones subyacentes como la eficacia del Plan. Algunos historiadores mantienen que los beneficios del Plan Marshall realmente procedieron de las nuevas políticas librecambistas o de laissez-faire, que permitieron estabilizar los mercados gracias al crecimiento económico. Así por ejemplo, la OECE, además de repartir las ayudas del Plan Marshall, promovió el libre comercio y la eliminación de barreras arancelarias.
También hay que considerar la importancia del Plan de Ayuda y Rehabilitación de las Naciones Unidas, que ayudó a millones de refugiados entre 1944 y 1947, constituyendo otro factor determinante en la fundación de las bases de la recuperación europea en la posguerra. Las valoraciones sobre el resultado del Plan Marshall suelen ser positivas, aunque también existen críticas negativas, especialmente desde el sector económico liberal.

## Antecedentes

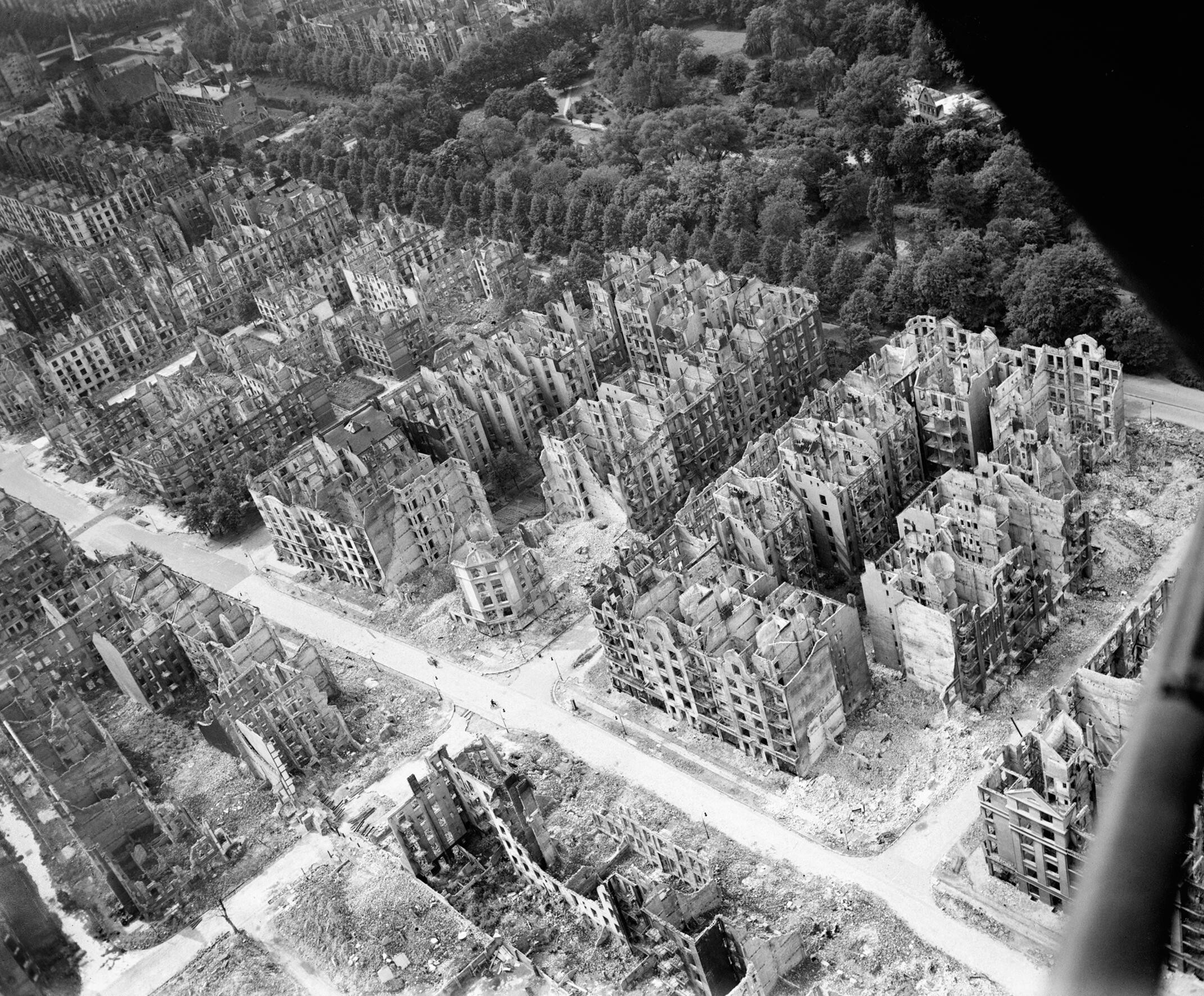
Edificios destruidos tras el bombardeo de Hamburgo durante la Segunda Guerra Mundial.

Tras seis años de guerra, buena parte de Europa estaba devastada y millones de personas habían muerto o quedado lisiadas. Los combates se habían producido prácticamente por todas partes, abarcando un área mucho más grande que la que había sido afectada durante la Primera Guerra Mundial. A causa de los bombardeos aéreos, la mayor parte de las ciudades estaban muy dañadas, en especial las áreas industriales que habían sido los objetivos principales de dichos bombardeos. Berlín y Varsovia eran montañas de escombros, y Londres y Róterdam habían quedado muy perjudicadas. La estructura económica del continente había quedado en nada y millones de personas se encontraban en la indigencia. Aun cuando el episodio de hambre holandesa de 1944 se pudo resolver, la devastación general de la agricultura provocó una oleada de hambre en toda Europa, agravada por el duro invierno de 1946-1947 en el noreste del continente. También estaban destruidas las infraestructuras como, por ejemplo, las vías férreas, los puentes y las carreteras, que habían sido objetivo principal de los bombardeos aéreos, y muchos barcos de carga habían sido hundidos. Los municipios más pequeños no habían sufrido tanto los destrozos de la guerra, pero la carencia de redes de transporte los había dejado prácticamente aislados tanto físicamente como económicamente.
Tras la Primera Guerra Mundial, la economía europea también había quedado muy dañada, y la profunda recesión económica duró hasta bien entrados los años 1920, con la inestabilidad y la bajada generalizada de precios que esto conllevó a la economía global. Los Estados Unidos, pese a un resurgimiento del aislacionismo, habían procurado ayudar al crecimiento europeo, sobre todo mediante la colaboración de los grandes bancos estadounidenses. Cuando Alemania no pudo pagar las reparaciones de guerra, los estadounidenses también contribuyeron ampliando los préstamos que Alemania había solicitado, una deuda que a los estadounidenses todavía no les había sido resarcida cuando entraron en la Segunda Guerra Mundial en 1941.
El Departamento de Estado, bajo la dirección Harry Truman, estaba decidido a aplicar una política exterior activa, pero el Congreso parecía no estar tan interesado. En un principio, se pensaba que haría falta poco para reconstruir Europa y que el Reino Unido y Francia, con la ayuda de sus colonias, conseguirían salir rápidamente de la crisis. A pesar de todo, en 1947 todavía no había progresos evidentes, y una serie de inviernos crudos habían agravado una situación ya desesperante por sí misma. Las economías europeas no crecían, y las altas tasas de desempleo y la escasez de alimentos provocaron huelgas y revueltas en muchas poblaciones. Dos años después del fin de la guerra, las economías todavía no habían logrado los niveles de preguerra ni parecía que fuera posible. La producción agrícola era un 83 % de lo que había sido en 1938, la producción industrial llegaba al 88 % y las exportaciones solo al 59 %.
La escasez de comida era uno de los problemas más graves. Antes de la guerra, Europa Occidental dependía de las importaciones de Europa del Este, pero estas rutas comerciales ahora estaban interrumpidas por el Telón de Acero. La situación llegó a ser especialmente preocupante en Alemania, puesto que en los años 1946 y 1947 el consumo diario medio era sólo de 800 calorías por persona, una cantidad insuficiente para mantener una buena salud a largo plazo. William Clayton informó a Washington que «millones de personas se están muriendo de hambre lentamente». Otro elemento importantísimo era la escasez de carbón, las reservas del cual disminuyeron enormemente tras el invierno de 1946-47. En los hogares alemanes, sin calefacción de ningún tipo, murieron de frío centenares de personas. La situación en el Reino Unido no era tan grave, pero la demanda doméstica obligó a la industria a prescindir del carbón (y, por lo tanto, a dejar de producir).
Alemania recibió muchas ofertas procedentes de las naciones europeas occidentales para comerciar con comida a cambio de carbón y de acero. Ni los italianos ni los holandeses podían ya vender las cosechas que antes destinaban al mercado alemán, lo cual provocaba que los holandeses tuviesen que destruir una proporción considerable de sus cosechas de cereal. Dinamarca ofreció 150 toneladas de manteca al mes, Turquía ofreció avellanas, Noruega pescado y aceite de pescado, y Suiza ofreció cantidades considerables de grasas. Los aliados, sin embargo, no deseaban dejar a Alemania comerciar libremente.
En vista de la creciente preocupación del general Lucius D. Clay y del Estado Mayor Conjunto de los Estados Unidos sobre el avance del comunismo en Alemania, así como de la incapacidad del resto de la economía europea para recuperarse sin la base industrial alemana de la que antes había sido dependiente, en el verano de 1947 George Marshall, citando «bases de seguridad nacional» fue capaz al fin de convencer al presidente Harry Truman de rescindir la directiva de ocupación punitiva JCS 1067 y reemplazarla por la JCS 1779. La norma JCS 1067 ordenaba a las fuerzas estadounidenses de ocupación que «... no llevasen a cabo ninguna medida para la rehabilitación económica de Alemania», y fue reemplazada por la JCS 1779 que, en su lugar, establecía que «Una ordenada y próspera Europa requiere la contribución económica de una estable y productiva Alemania».
La norma JCS 1067 había estado en vigor durante dos años y, tras su derogación, las restricciones impuestas sobre la producción en la industria pesada fueron parcialmente levantadas, permitiendo la producción de acero a niveles por encima del 25 % de la capacidad anterior a la guerra hasta un nuevo límite situado en el 50 % de la capacidad anterior a la guerra.
Continuó, por otro lado, el desmantelamiento de la industria alemana, lo cual hizo que en 1949 Konrad Adenauer escribiese a los aliados solicitando el fin de este proceso. Para ello argumentaba la contradicción inherente entre impulsar el crecimiento económico y la eliminación de fábricas, así como la impopularidad de la política. El desmantelamiento era apoyado principalmente por Francia, si bien el Acuerdo de Petersberg redujo los niveles exigidos de forma drástica, aunque el desmantelamiento de pequeñas factorías continuó hasta 1951. El primer plan sobre el nivel de industria, firmado por los aliados el 29 de marzo de 1946 establecía que la industria alemana debía ser reducida al 50 % de su nivel de 1938, para lo cual era necesario la destrucción de 1500 fábricas listadas en el propio plan.
En enero de 1946, el Consejo de Control Aliado (el cuerpo de gobierno de la ocupación militar) había establecido un tope máximo en la producción de acero permitida en Alemania, que se estableció alrededor de las 5 800 000 toneladas de acero al año, cifra equivalente al 25 % del nivel de producción anterior a la guerra. El Reino Unido, que controlaba la zona ocupada con mayor capacidad de producción de acero, había tratado de incrementar la cifra hasta los 12 millones, pero finalmente tuvo que ceder a las presiones de los Estados Unidos, Francia y la Unión Soviética (que pretendía reducirla hasta los 3 millones de toneladas). Las plantas de acero sobrantes debían ser desmanteladas. Además, Alemania debía reducir su nivel de vida hasta los niveles de la Gran Depresión (1932), soportando reducciones en su industria como, por ejemplo, una caída en la producción de automóviles hasta el 10 % de los niveles previos a la guerra.
El primer plan industrial para Alemania fue seguido por varios planes nuevos, el último de ellos de 1949. Para 1950, tras la finalización de dichos planes, se había retirado el equipamiento de 706 fábricas de Alemania occidental, y la capacidad de producción de acero se había reducido hasta las 6 700 000 toneladas anuales. Estas cifras hacen que autores como Vladimir Petrov concluyan que los aliados «retrasaron varios años la reconstrucción económica del continente roto por la guerra, una reconstrucción que costó a los Estados Unidos billones de dólares».
En 1951, Alemania Occidental aceptó unirse a partir del año siguiente a la Comunidad Europea del Carbón y del Acero (CECA). Esto supuso el levantamiento de algunas de las restricciones impuestas tanto en la capacidad de producción máxima como en la producción en curso, y que pasasen de depender de la Autoridad Internacional impuesta tras la guerra a la autoridad de la CECA como nuevo regulador del sector.
Por otra parte, la única gran potencia que no había visto perjudicadas sus infraestructuras fueron los Estados Unidos. Esto fue debido a que entraron a la guerra mucho más tarde que la mayoría de los europeos y al importante hecho de que no sufrieron los efectos de la guerra en su propio territorio. Las reservas de oro estadounidenses seguían intactas, igual que la base agrícola e industrial. Los años de guerra supusieron el período de mayor crecimiento económico de toda la historia de los Estados Unidos, y sus fábricas de material bélico abastecían tanto a la nación como a los aliados. Tras la guerra, las industrias se reconvirtieron y empezaron a producir bienes de consumo y la austeridad que caracterizó el periodo de guerra dio paso a un explosivo incremento del gasto consumista. La salud a largo plazo de la economía dependía, no obstante, del comercio internacional porque los excedentes de producción necesitarían mercados a dónde ser exportados. El Plan Marshall se usaría en gran parte, pues, para adquirir materias primas y bienes manufacturados de los Estados Unidos.
Otro de los grandes motivos por los que Estados Unidos estaba interesado en iniciar el Plan, era el inicio de la Guerra Fría. Por aquel entonces, muchos trabajadores del gobierno estadounidense empezaban a sospechar de las actividades soviéticas. George Kennan, por ejemplo, uno de los principales diseñadores del Plan, ya preveía el surgimiento de una división bipolar del mundo. Para él, el Plan Marshall era el núcleo central de una nueva doctrina de contención hacia la Unión Soviética. En cualquier caso, es preciso tener en cuenta que cuando fue introducido el Plan Marshall las alianzas de la guerra todavía se mantenían intactas y que la Guerra fría realmente aún no había empezado.
En cambio lo que sí preocupaba a los estadounidenses, era la influencia de algunos partidos comunistas con arraigo y base social local. Tanto en Francia como en Italia, la pobreza de la posguerra daba alas a estos partidos, que ya habían desempeñado papeles cruciales en la resistencia durante la guerra. Dichos partidos tuvieron mucho apoyo popular en las elecciones de la posguerra, especialmente en Francia, donde fueron los más votados y, si bien muchos historiadores actuales piensan que la posibilidad de que Francia o Italia «cayesen» bajo regímenes comunistas era muy remota, las cabezas pensantes de la política estadounidense de la época sí que lo veían como una amenaza real. El surgimiento de la política de contención argumentaba que los Estados Unidos debían dar un fuerte apoyo a los países no comunistas para evitar que cayeran bajo la influencia de Moscú. Además, tenían la esperanza de que algunas naciones de Europa oriental también se sumaran y las pudieran «sacar» del bloque soviético.
Aun así, incluso antes del Plan Marshall los Estados Unidos ya habían empezado a enviar ayuda para la recuperación europea. Durante el periodo 1945-47, se calcula que unos 9 000 millones de dólares llegaron al Viejo Continente de manera indirecta, tanto mediante acuerdos derivados del Programa de Préstamo y Arriendo como por la construcción de infraestructuras por parte de los soldados estadounidenses. También se firmaron acuerdos bilaterales, los más importantes de los cuales con Grecia y Turquía, que se produjeron dentro del marco de la Doctrina Truman para que dispusieran de material militar suficiente. La por entonces joven Organización de Naciones Unidas también puso en marcha toda una serie de misiones humanitarias y de ayuda, financiadas casi por completo con dinero estadounidense. Todos estos esfuerzos fueron efectivos, pero les faltaba planificación y coordinación, y no supieron cubrir las necesidades más urgentes de los europeos.

## Primeras ideas
Mucho antes del discurso de Marshall, ya se habían hecho algunos cálculos estimativos del coste de la reconstrucción de Europa. El secretario del Estado James F. Byrnes ya presentó un proyecto del Plan Marshall durante un discurso en la Opernhaus (Ópera) de Stuttgart el 6 de septiembre de 1946. Además, el general Lucius D. Clay había pedido al empresario Lewis H. Brown que redactara un informe sobre la Alemania de posguerra, titulado A report on Germany (1947), y que detallaba los problemas básicos del país y hacía algunas recomendaciones sobre la reconstrucción. El vicesecretario de estado Dean Acheson ya había hecho un discurso sobre el tema, que había sido completamente ignorado, y el vicepresidente Alben W. Barkley también había tratado la misma cuestión con anterioridad.
La opción principal para financiar el Plan era obtener los recursos de Alemania. Este concepto pasó a conocerse en 1944 como Plan Morgenthau, denominado así por el Secretario del Tesoro estadounidense Henry Morgenthau. Preveía una extracción masiva de recursos de Alemania para ayudar a la reconstrucción del resto de Europa y evitar, al mismo tiempo, que Alemania recuperara su capacidad económica. Un plan similar fue obra del burócrata francés Jean Monnet, que proponía poner las regiones mineras del Ruhr y el Sarre bajo control francés y utilizar los recursos para que Francia llegara a un 150 % de los niveles de producción anteriores al conflicto. En 1946, las potencias vencedoras acordaron poner un límite a la velocidad con que Alemania se podría reindustrializar. Se establecieron límites sobre la cantidad de carbón y acero y se podían producir y, en el primer plan industrial alemán, firmado a comienzos de 1946, se estableció que Alemania debía reducir su industria hasta el 50 % de los niveles alcanzados en 1938 mediante la destrucción de 1500 factorías.
Sin embargo, los problemas inherentes a este plan fueron evidentes en seguida: Alemania había sido, durante mucho tiempo, el gigante industrial de Europa, y su pobreza pararía la recuperación económica de todo el continente. La escasez continuada en Alemania era, además, una fuente de gastos para las fuerzas ocupantes, que se vieron obligadas a hacer frente a las carencias más importantes. Estos factores, combinados con la condena pública después de que los planes se filtraran a la prensa, provocaron un rechazo ostensible a los planes Morgenthau y Monnet. Algunas de sus ideas, sin embargo, permanecieron en la Directiva 1067 del Estado Mayor Conjunto, que fue la base auténtica de la política de las fuerzas de ocupación estadounidense hasta julio de 1947. Los centros industriales mineros de Sarre y Silesia serían separados de Alemania (la región de Sarre, por ejemplo, sería ocupada por los franceses en 1945 por mandato de las Naciones Unidas y no volvería a control alemán hasta 1957, conforme a los acuerdos de Luxemburgo), muchas industrias civiles fueron destruidas para limitar la producción y en 1947 todavía estaba presente la opción de separar asimismo la región del Ruhr. En todo caso, en abril de 1947, Truman, Marshall y Acheson se convencieron de la necesidad de aportar sustanciales cantidades de dinero para la reconstrucción.
La idea del Plan fue también consecuencia del cambio de mentalidad que tuvo lugar en los Estados Unidos durante la Gran Depresión. Las calamidades económicas de los años treinta convencieron a mucha gente de que el mercado libre no intervenido no podía garantizar el bienestar económico. Muchos de los que habían trabajado diseñando el New Deal para reactivar la economía estadounidense, colaboraban ahora en el nuevo Plan en Europa. Al mismo tiempo, la Gran Depresión había servido para sacar a la luz los peligros de los aranceles y el proteccionismo y había supuesto una fuerte creencia en la necesidad del libre comercio y la integración económica europea. Por todo ello, descontento con las consecuencias del plan Morgenthau, un expresidente de los Estados Unidos, Herbert Hoover, emitió un informe de fecha 18 de marzo de 1947 en el que remarcó: «Existe la ilusión de que la Nueva Alemania que ha quedado tras las anexiones puede ser reducida al 'estado pastoril'. Eso no puede hacerse salvo que se exterminen o trasladen 25 000 000 de personas fuera del país». La política fue cambiando meses después y revirtió el plan Morgenthau.

## El discurso
En Wikisource se puede encontrar el texto original en inglés del Discurso del Plan Marshall pronunciado por George Marshall.

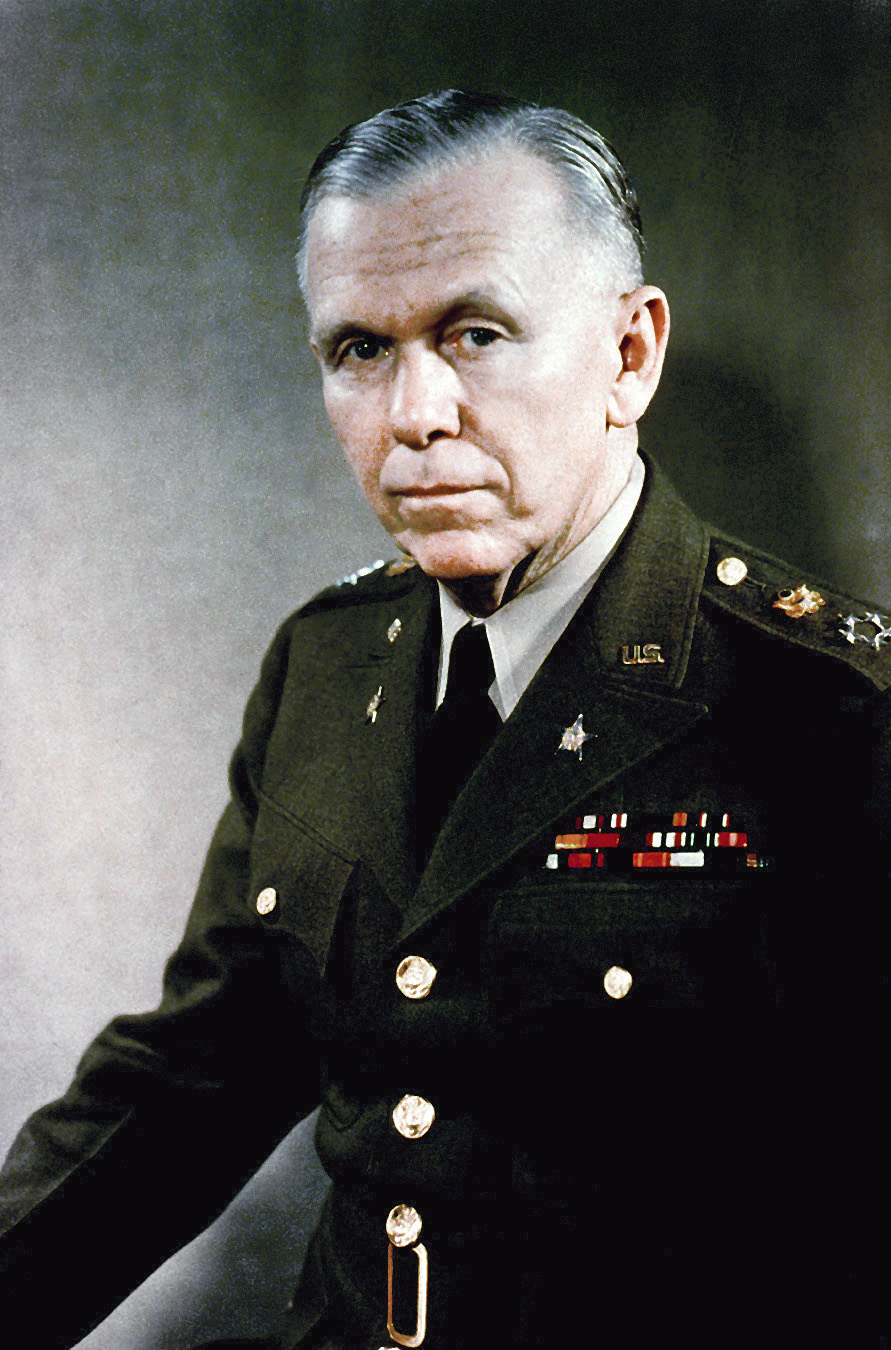
El secretario de estado estadounidense George Marshall.

Las discusiones públicas previas sobre la necesidad de reconstrucción habían sido ampliamente ignoradas, dado que las administraciones no se habían pronunciado sobre el tema y no suponía la creación de ningún tipo de política oficial. Al final, se acordó que el secretario de estado, George Marshall, debería resolver todas las dudas haciendo una comparecencia pública. El discurso, escrito por Charles Bohlen, tuvo lugar en la Universidad Harvard el 5 de junio de 1947, e hizo públicas las líneas generales de la contribución a la recuperación europea. «Es lógico», dijo Marshall, «que los Estados Unidos hagan lo que sean capaces de hacer para ayudar a la recuperación de la normal salud económica en el mundo, sin la cual no puede haber estabilidad política ni paz asegurada. Nuestra política no se dirige contra ningún
país, pero sí contra el hambre, la pobreza, la desesperación y el caos. Cualquier gobierno que esté deseando ayudar a la recuperación encontrará total cooperación por parte de los Estados Unidos de América». Marshall estaba convencido de que la estabilidad económica aportaría estabilidad política a Europa. Ofrecía ayuda, pero los países europeos deberían ser los encargados de organizar el programa por sí mismos.
El discurso no ofrecía detalles ni cifras acerca del plan. Su elemento más importante era la llamada a los europeos para llegar a un entendimiento y para que creasen su propio plan de reconstrucción de Europa, y que los Estados Unidos entonces financiarían dicho plan. El gobierno pensó que el Plan Marshall sería impopular entre la población, y el discurso estaba orientado, básicamente, a la ciudadanía europea. En un intento de mantener la comparecencia fuera de la prensa estadounidense, los periodistas no fueron convocados, y ese mismo día el presidente Truman convocó una conferencia de prensa para distraer la atención de los medios de comunicación y desviar los titulares de prensa hacia otros asuntos. Por el contrario, Acheson fue nombrado responsable para contactar con los medios europeos, especialmente los británicos, y el discurso fue leído íntegramente en la BBC.

## Rechazo soviético
El ministro de asuntos exteriores británico, Ernest Bevin, escuchó el discurso radiofónico e inmediatamente contactó con su homólogo francés, Georges Bidault, para preparar una respuesta europea al ofrecimiento de Marshall. Los dos consideraron conveniente invitar a los soviéticos a las conversaciones, puesto que era la otra potencia vencedora. El discurso había incluido explícitamente a la URSS, porque los estadounidenses pensaban que excluirla habría sido un signo demasiado claro de desconfianza. Los funcionarios del Departamento de Estado sabían que Iósif Stalin no querría participar y que cualquier plan que enviara grandes cantidades de dinero a la URSS no sería aprobado por el Congreso de los Estados Unidos.
Stalin estuvo cautelosamente interesado en la oferta en un primer momento. La doctrina leninista decía que, cuando las economías capitalistas empezaran a derrumbarse, intentarían desesperadas comerciar con los adversarios comunistas. Así las cosas, Stalin pensaba que en estas circunstancias los soviéticos podrían dictar los términos de la ayuda, y envió a París a su ministro de exteriores, Viacheslav Mólotov, a conversar con Bevin y Bidault. Los británicos y franceses compartían el punto de vista estadounidense sobre los soviéticos y presentaron a Mólotov una lista de condiciones que sabían que la URSS no aceptaría. La más importante de dichas condiciones consistía en que cualquier país que se sumase al plan debería someter su situación económica interna al control de organismos o personas extranjeras, un control con el que los soviéticos no estarían de acuerdo. Bevin y Bidault también insistieron en que cualquier tipo de ayuda debería ir acompañada por la creación de una economía europea unificada, lo cual era enteramente incompatible con la estricta planificación económica soviética. Mólotov, pues, rechazó la ayuda y abandonó París.
El 12 de julio se convocó una gran cumbre en París, en la que fueron invitados todos los países de Europa a excepción de España y los pequeños estados de Andorra, San Marino, Mónaco y Liechtenstein. España, único gran país de Europa que no había sido convocado, no había participado en la Segunda Guerra Mundial, además de que había simpatizado con los nazis debido a la cercanía ideológica del régimen franquista que estaba en el poder. La URSS también fue convocada, pero rechazó su asistencia. Los países del futuro bloque oriental también fueron invitados, y Checoslovaquia y Polonia mostraron interés por el Plan. En uno de los signos más claros del control soviético, el ministro de asuntos exteriores checoslovaco, Jan Masaryk, fue requerido en Moscú, donde Stalin le recomendó que se lo pensaran seriamente antes de ir a París. El primer ministro polaco, Josef Cyrankiewicz, fue recompensado por el rechazo de su país al plan con un acuerdo de comercio de cinco años de duración, un crédito de 450 millones, 200 000 toneladas de grano y maquinaria pesada y fábricas. Stalin creía que el Plan ponía en peligro el control soviético sobre Europa del Este, puesto que la integración económica de los europeos permitiría a los estados satélite escapar del control del URSS. Los estadounidenses también pensaban así y esperaban que la ayuda estadounidense contrarrestaría la creciente influencia soviética en la región. Por todo ello, no se mostraron demasiado sorprendidos cuando Moscú recomendó a los checoslovacos y a los polacos no asistir. El resto de los países orientales rehusaron inmediatamente la oferta. Incluso Finlandia lo hizo, con la intención de evitar cualquier conflicto con la URSS. La alternativa soviética al Plan Marshall creada para la ocasión fue el Plan Mólotov y, más tarde, el COMECON.
En un discurso ante las Naciones Unidas en 1947, el viceministro para Asuntos Exteriores soviético, Andréi Vyshinski, dijo que el Plan Marshall violaba los principios de las Naciones Unidas. Acusó a los Estados Unidos de intentar imponer su voluntad sobre otros estados independientes, mientras que al mismo tiempo utilizaba la ayuda con sus recursos económicos para naciones necesitadas como un instrumento de control político.

## Negociaciones
Para poner en práctica el Plan era necesario negociar sus términos con los países participantes, así como lograr que este fuera aprobado por el Congreso de los Estados Unidos. En París se reunieron los dieciséis estados, que determinaron qué forma tomaría la ayuda estadounidense y cómo se repartiría. Las negociaciones fueron largas y complejas, puesto que cada país tenía sus intereses propios: La preocupación más grande de Francia era que Alemania no se reconstruyera hasta un nivel que supusiera una amenaza; los países del Benelux, pese a haber sufrido bajo el dominio nazi, estaban demasiado atados a la economía alemana como para querer atrasar la reconstrucción; las naciones escandinavas, especialmente Suecia, insistían en que sus largas relaciones comerciales con Europa del Este no se podían romper y que no se pusiera en peligro su neutralidad; el Reino Unido quería un estatus especial, preocupado por el hecho de que si recibía un trato igualitario con los países continentales (con mayor grado de devastación) no recibiría prácticamente ayuda. Por último, los estadounidenses no querían dejar correr la idea de integración económica y de libre comercio como muro de contención del comunismo. La administración Truman, representada por William Clayton, prometió a los europeos que tendrían libertad para estructurar el Plan a su gusto, pero les recordó que debería pasar por la aprobación del Congreso. La mayoría del Congreso priorizaba el libre comercio y la integración europea, a la vez que eran reacios en dar demasiado dinero a Alemania.
Al final se llegó a un acuerdo, y los europeos enviaron su borrador de plan de reconstrucción a Washington, en el que pedían unas ayudas de 22 000 millones de dólares. Truman lo redujo a 17 000 millones antes de enviarlo al Congreso. El Plan encontró una fuerte oposición, especialmente procedente de los congresistas pertenecientes al grupo republicano, que abogaba por una política más aislacionista y estaba harto del enorme gasto público continuado desde principios de los años treinta. El principal exponente de este grupo de oposición era Robert A. Taft. Por otra parte, el Plan también encontró algunos oponentes en el sector demócrata, con Henry A. Wallace a la cabeza, que veía el Plan como un obstáculo a las exportaciones estadounidenses y pensaba que polarizaría el mundo entre Este y Oeste. Esta oposición se redujo considerablemente tras la caída del gobierno democrático de Checoslovaquia en febrero de 1948. Poco después el Congreso aprobó una ayuda de 5000 millones de dólares, que finalmente se ampliaría a 12 400 millones repartidos en cuatro años.
Truman ratificó el Plan Marshall el 3 de abril de 1948 y creó la Administración para la Cooperación Económica (ACE) para administrar el programa, liderada por Paul G. Hoffman. El mismo año, los países participantes (Alemania Occidental, Austria, Bélgica, Dinamarca, Francia, Grecia, Islandia, Italia, Luxemburgo, los Países Bajos, Noruega, el Reino Unido, Suecia, Suiza, Turquía y los Estados Unidos) firmaron el acuerdo de fundación de la OECE como agencia coordinadora.

## Aplicación

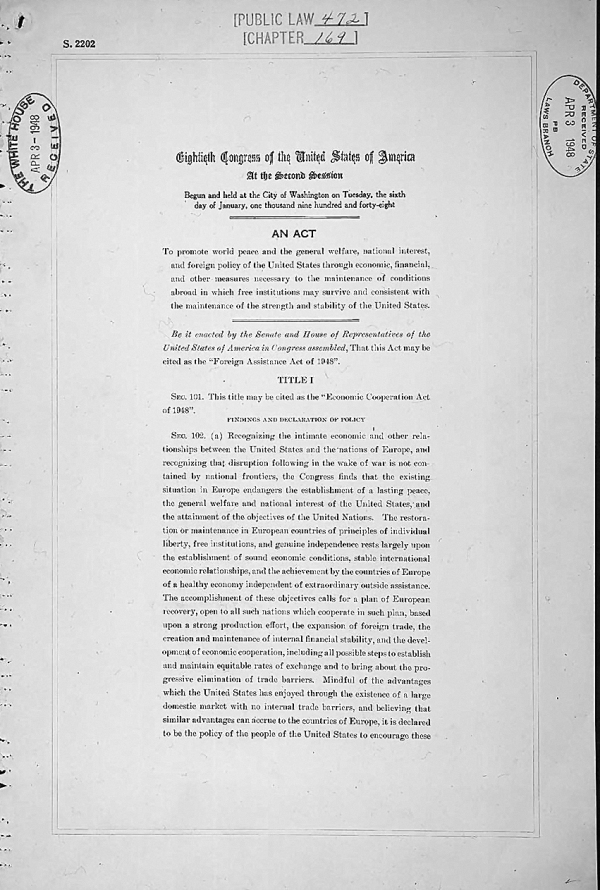
Primera página del Plan Marshall.

Las primeras partidas importantes de la ayuda fueron a parar a Rumanía y a Bélgica en enero de 1947. Estos dos países estaban considerados la primera línea de la lucha contra la expansión comunista, y ya se encontraban recibiendo ayuda económica en el marco de la Doctrina Truman. Al principio, el Reino Unido también había aportado dinero para apoyar a las facciones anticomunistas, pero debido a su situación económica tuvo que pedir a los Estados Unidos que continuaran solos. La ACE empezó formalmente a ayudar a los dos países en julio de 1948.
La misión oficial de la ACE era colaborar a la mejora de la economía europea en la producción industrial, en el apoyo a las monedas europeas y en facilitar el comercio internacional (especialmente con los Estados Unidos, que tenía un gran interés en la existencia de una Europa lo suficiente recuperada como para que tuviera capacidad para importar productos estadounidenses). Hay que tener en cuenta que las naciones europeas habían agotado también las reservas de divisas durante la guerra, por lo que no estaban en condiciones de importar nada de otros países. Otro objetivo oficioso de la ACE (al igual que del Plan Marshall) era la contención de la influencia soviética en Europa, especialmente en países con partidos comunistas fuertes como, por ejemplo, Checoslovaquia, Francia e Italia.
El dinero del Plan Marshall fue transferido a los gobiernos europeos, si bien la administración se ejercía de forma conjunta entre el gobierno local y la ACE. Había un comisario de la ACE en cada capital europea, generalmente un prominente empresario estadounidense, que aconsejaría al gobierno en el proceso. Se fomentó el gasto conjunto entre varios países y se crearon diferentes comisiones de funcionarios, empresarios y sindicatos para examinar la economía y determinar dónde hacía más falta la ayuda.
El Plan Marshall sirvió en gran parte para comprar productos procedentes de los Estados Unidos. Al haber prácticamente agotado sus reservas monetarias durante la guerra, la ayuda del Plan Marshall representaba una de sus pocas vías para importar bienes del exterior. En un primer momento los europeos adquirieron productos de primera necesidad, como víveres y combustible, pero lentamente empezaron también a importar bienes necesarios para la reconstrucción, que era la finalidad principal del Plan. Posteriormente, bajo la presión del Congreso y con el inicio de la guerra de Corea, una parte importante de la ayuda se destinó al reforzamiento de los ejércitos. De los 13 000 millones de dólares aportados por los Estados Unidos a mediados de 1951, 3400 se gastaron en materias primas y productos semimanufacturados, 3200 en comida, lienzo y fertilizantes, 1900 en maquinaria, vehículos y equipamiento y 1600 en combustible.
También se establecieron unos fondos contravalor que utilizaron el Plan Marshall para establecer fondos en las monedas europeas. Según las normas de la ACE, un 60 % de estos fondos debían ser invertidos en la industria. Esto se aplicó especialmente en Alemania, donde los fondos se destinaron principalmente a préstamos para empresas implicadas en la reconstrucción, ayudando enormemente a la reindustrialización del país. En los años 1949-50, por ejemplo, un 40 % de las inversiones en la industria del carbón provenían de los fondos contravalor. Las compañías tenían la obligación de devolver los préstamos, y el dinero se podía entonces prestar a otros grupos empresariales. El proceso todavía continúa hoy en día. El Fondo Especial, supervisado entonces por el ministro de economía alemán, valía 10 000 millones de marcos alemanes en 1971. En 1997 valía 23 000 millones de marcos. Mediante este sistema de préstamo-devolución-préstamo, en 1995 el Fondo había hecho préstamos blandos a ciudadanos alemanes por un valor de 140 000 millones de marcos. El 40 % sobrante se utilizó para saldar la deuda, estabilizar la moneda o invertir en proyectos no industriales. Francia fue quien más se benefició de los fondos contravalor, especialmente para reducir el déficit presupuestario. Sin embargo, en Francia y en la mayoría de los otros países, el fondo contravalor fue absorbido dentro de los ingresos generales del gobierno, y no fue reciclado como Alemania.
Otra iniciativa de la ACE bastante más barata, pero no por ello poco efectiva, fue el Programa de Asistencia Técnica. El programa reunía grupos de ingenieros e industriales europeos y los llevaba a los Estados Unidos a visitar minas, fábricas y fundiciones para que pudieran copiar los adelantos tecnológicos en Europa. Al mismo tiempo, unos cuantos centenares de consejeros técnicos estadounidenses fueron enviados a Europa.

## Reparto

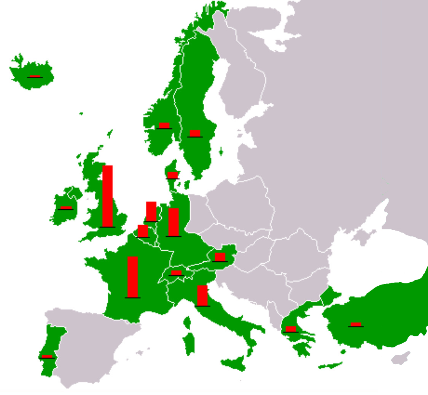
Países de Europa que recibieron ayudas del Plan Marshall. Las columnas rojas indican la cantidad de dinero recibido.

El Plan Marshall se repartió entre los países participantes básicamente según la renta per cápita. Gran parte del dinero se destinó a los grandes grupos industriales, puesto que se pensaba que su regeneración era esencial para la reconstrucción europea. Además, el reparto según la renta per cápita era una manera indirecta de ayudar a los Aliados, dejando menos para los países del Eje o los neutrales. La tabla siguiente muestra la cantidad de ayuda por país y año, extraída de The Marshall Plan Fifty Years Later. No hay un consenso claro en las cantidades exactas, puesto que muchas veces es difícil establecer qué parte de las ayudas estadounidenses formaban parte del Plan Marshall.
| País                 | 1948–1949 (millones de dólares) | 1949–1950 (millones de dólares) | 1950–1951 (millones de dólares) | Total (millones de dólares) |
| -------------------- | ------------------------------- | ------------------------------- | ------------------------------- | --------------------------- |
| Alemania Occidental  | 510                             | 438                             | 500                             | 1448                        |
| Austria              | 232                             | 166                             | 70                              | 488                         |
| Bélgica y Luxemburgo | 195                             | 222                             | 360                             | 777                         |
| Dinamarca            | 103                             | 87                              | 195                             | 385                         |
| Francia              | 1085                            | 691                             | 520                             | 2296                        |
| Grecia               | 175                             | 156                             | 45                              | 366                         |
| Irlanda              | 88                              | 45                              | 0                               | 133                         |
| Islandia             | 6                               | 22                              | 15                              | 43                          |
| Italia y Trieste     | 594                             | 405                             | 205                             | 1204                        |
| Noruega              | 82                              | 90                              | 200                             | 372                         |
| Países Bajos         | 471                             | 302                             | 355                             | 1128                        |
| Portugal             | 0                               | 0                               | 70                              | 70                          |
| Reino Unido          | 1316                            | 921                             | 1060                            | 3297                        |
| Suecia               | 39                              | 48                              | 260                             | 347                         |
| Suiza                | 0                               | 0                               | 250                             | 250                         |
| Turquía              | 28                              | 59                              | 50                              | 137                         |

## Consecuencias

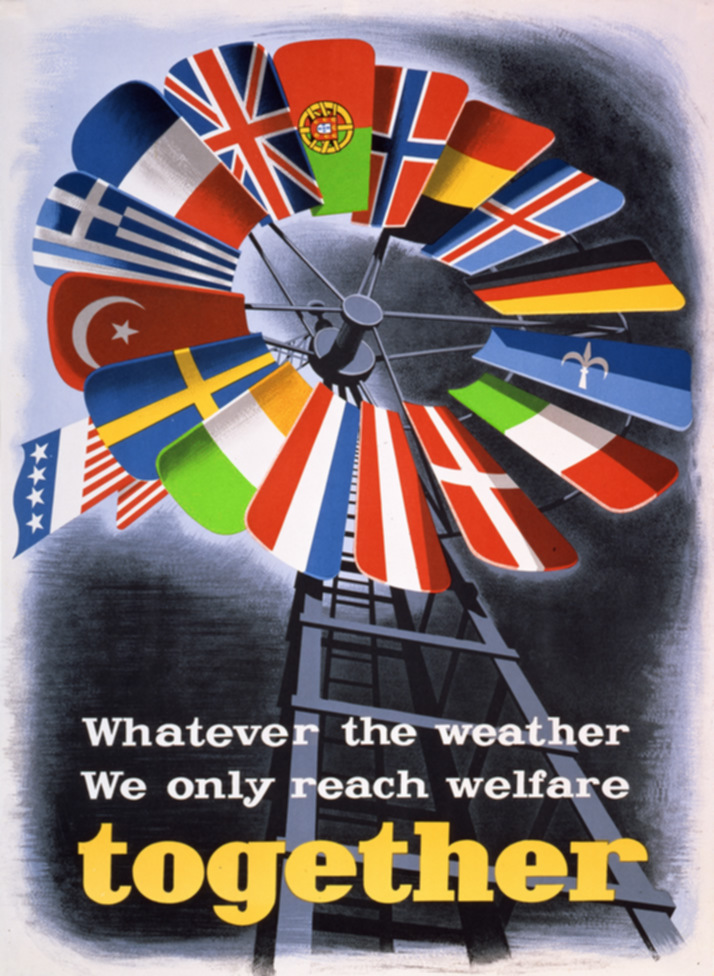
Cartel creado para promover el Plan Marshall en Europa. En el cartel puede leerse Cualquiera que sea el clima sólo alcanzamos la prosperidad juntos.

El Plan Marshall finalizó, tal y como estaba previsto, en 1951. Todos los esfuerzos de prolongarlo toparon con los gastos crecientes de la guerra de Corea y el rearme. Además, y si bien el factor fundamental fueron los gastos de Corea, los republicanos, más hostiles al Plan, habían incrementado su representación en las elecciones al Congreso de 1950 y se opusieron duramente. En cualquier caso, siguieron llegando a Europa otras formas de ayuda.
De 1948 a 1952, Europa vivió el periodo de máximo crecimiento económico de su historia. La producción industrial se incrementó un 35 %, y la agrícola sobrepasó fuertemente los niveles de antes de la guerra. La pobreza y el hambre de los primeros años de posguerra desaparecieron y Europa Occidental tuvo delante de sí dos décadas de crecimiento sin precedentes, que comportaron un aumento espectacular del nivel de vida. Existe un importante debate entre los historiadores sobre hasta qué punto puede atribuirse dicho crecimiento al Plan Marshall. La mayoría rechazan la idea de que el Plan, por sí solo, resucitase milagrosamente a Europa, ya que existen evidencias de que la recuperación económica ya había dado algunos pasos antes. Muchos creen que el Plan Marshall sirvió para acelerar esta recuperación, pero que no la inició.
Por otra parte, hay quien piensa que los efectos políticos del Plan Marshall podrían ser casi tan importantes como los económicos. El Plan facilitó que las naciones europeas flexibilizaran las medidas de austeridad y el racionamiento, reduciendo el descontento y aportando estabilidad política. La influencia comunista en Europa Occidental se redujo considerablemente, y a lo largo de la región los partidos comunistas fueron gradualmente perdiendo popularidad en los años siguientes al Plan Marshall. Las relaciones comerciales entre las dos costas atlánticas favorecieron la creación de la OTAN, que incluso sobreviviría durante la Guerra Fría. Además, la no participación de Europa del Este fue uno de los primeros síntomas claros de que el continente ya estaba dividido en dos áreas de influencia enfrentadas.
El Plan Marshall también contribuyó en cierta medida a la integración europea. Los europeos, al igual que los estadounidenses, creían que una cierta unificación del continente era condición casi imprescindible para asegurar la paz y la prosperidad de Europa. El Plan fue una herramienta interesante para establecer una primera guía de cómo llevar a término este proceso, pero en cierto modo falló, ya que la organización que impulsó, la OECE, no pasó nunca de ser un simple agente de cooperación económica. Sin embargo, fue un antecedente de la llamada Comunidad Europea del Carbón y del Acero (CECA) la que verdaderamente fundó las bases de lo que un día sería la Unión Europea (aunque excluía al Reino Unido). Con todo, la OECE sirvió de modelo y campo de pruebas para las estructuras y la burocracia que más tarde se utilizaría en la Comunidad Económica Europea. El Plan, en cierto modo ligado a los Acuerdos de Bretton Woods, también instauró el libre comercio entre los países de la región.
Pese a que algunos historiadores modernos sostienen que los elogios al Plan Marshall son exagerados, en general se tiene una visión positiva y se ha considerado que un proyecto similar podría ayudar a otras áreas en el mundo. Tras la caída del comunismo hubo varias propuestas para crear un «Plan Marshall para Europa del Este» que ayudase a revitalizar la región. Otros han propuesto un Plan Marshall para África o incluso el vicepresidente de los Estados Unidos, Al Gore, llegó a sugerir la creación de un «Global Marshall Plan» (Plan Marshall Mundial).
El Plan Marshall se convirtió en una metáfora para hacer referencia a cualquier programa gubernamental a gran escala diseñado para solventar un problema social específico. A menudo se utiliza desde sectores neoliberales para hacer llamamientos a gastos federales en los posibles fallos del sector privado.
En cuanto a la recuperación económica alemana, se debió en parte a la ayuda económica que aportó el Plan Marshall, pero también se considera que uno de los factores fundamentales fue ajeno al Plan, y consistió en la reforma monetaria realizada en 1948 y que reemplazó el Reichsmark por el marco alemán como moneda de curso legal, y que sirvió para detener la inflación desorbitada. Este cambio de moneda, que sirvió para fortalecer la economía alemana, había sido prohibido expresamente durante los dos años en los que estuvo en vigor la directiva de ocupación JCS 1067. Esa política económica se enmarcó dentro del conjunto de políticas implementadas por el canciller alemán Ludwig Erhard en su programa económico de recuperación. Llevó a cabo una política liberal, basada en la eliminación de la planificación centralizada y en la restauración de la economía de mercado en Europa, huyendo de la planificación extrema que había imperado durante la época nacionalsocialista. El Plan Marshall fue, por tanto, uno más de los distintos factores que impulsaron la recuperación alemana. En cualquier caso, en Alemania todavía sigue vivo el mito del Plan Marshall. Según la obra de Susan Stern titulada Marshall Plan 1947–1997 A German View, muchos alemanes todavía creen que Alemania fue la exclusiva beneficiaria de las ayudas del plan, y que consistía en un regalo sin contraprestación de grandes sumas de dinero, siendo el único responsable de la recuperación económica alemana en la década de los años 50.

## Devolución
La OECE se había hecho cargo de la distribución de los fondos y la ACE se encargaba de las importaciones europeas. A los productores estadounidenses se les pagaba en dólares provenientes del Plan Marshall y las mercancías importadas, claro está, no eran gratuitas, sino que los europeos debían pagar por ellas, ya fuera al contado o a crédito, con la moneda local. Este dinero iba a parar a un fondo contravalor, y podía ser reutilizado para proyectos de inversión.
La mayoría de los países participantes en el Plan ya sabían desde un principio que nunca tendrían que devolver a los Estados Unidos el dinero depositado en los fondos contravalor, así que fueron absorbidos dentro de los presupuestos nacionales y "desaparecieron". Por el contrario, todas las ayudas ofrecidas a Alemania debían ser devueltas; aunque tras los acuerdos de Londres sobre las deudas de 1953, la cantidad a devolver se redujo a 1 000 millones de dólares (incluyendo las reparaciones de guerra). Las ayudas dadas a los alemanes hasta el 1 de julio de 1951 sumaban 270 millones de dólares, de los cuales los alemanes devolvieron 16,9 a través del Banco Export-Import de los Estados Unidos. En realidad, hasta 1953 Alemania no supo la cantidad exacta de dinero que debía devolver a los Estados Unidos, por lo que insistía en que el dinero de los fondos contravalor sólo se daba en forma de préstamos, un sistema mediante el cual, gracias a los intereses, el dinero crecía en lugar de reducirse. Los Estados Unidos encargaron a un banco hipotecario que se encargara de controlar el sistema y los préstamos del Programa de Recuperación Europea fueron utilizados en su mayoría para apoyar la actividad de pequeñas y medianas empresas. Al final Alemania pagó la deuda a plazos, pago que finalizó en junio de 1971. Sin embargo, el dinero para el pago de la deuda salió de los presupuestos nacionales, y no de los fondos contravalor, por lo que estos a fecha de hoy siguen existiendo.

## Áreas sin Plan Marshall
Muchas partes del mundo que también fueron devastadas por la Segunda Guerra Mundial no se beneficiaron de Plan Marshall. El único gran país de Europa occidental que quedó excluido de las ayudas fue España debido a que tras la guerra civil española, España se cerró en una política de autarquía y proteccionismo bajo el régimen franquista. Aún con las reticencias en colaborar con un país de cariz fascista, los Estados Unidos decidieron ofrecer a España ayudas económicas, porque el régimen de Francisco Franco era, de todos modos, una garantía de que el país no recibiría influencias soviéticas. Durante la década de los cincuenta, España recibió financiación estadounidense (Pactos de Madrid de 1953); y aun cuando nunca llegó a las cantidades que sus vecinos habían recibido con el Plan Marshall, fue el punto de partida de una recuperación económica tras más de diez años de durísima posguerra.
Mientras que la parte occidental de la Unión de Repúblicas Socialistas Soviéticas había quedado muy afectada por la guerra, la parte asiática del país estaba prácticamente intacta y se había industrializado rápidamente durante la guerra. El gobierno soviético impuso el pago de cuantiosas sumas de dinero en concepto de reparaciones de guerra a los países del Eje: Finlandia, Hungría, Rumanía y muy especialmente la RDA fueron obligadas a pagar ingentes cantidades de dinero y recursos, y muchas de sus fábricas fueron trasladadas pieza a pieza a territorio ruso. Todas estas reparaciones igualaban, en la práctica, a las sumas procedentes del Plan Marshall que recibió Europa occidental.
Europa del Este no vio ni un dólar del Plan Marshall, dado que sus gobiernos rechazaron unirse al plan, y recibió más bien poca ayuda de los soviéticos. A pesar del establecimiento del COMECON para contrarrestar al Plan Marshall, este no era tan generoso, y más bien acabó siendo un método para transferir recursos de Europa a la URSS. Los miembros del COMECON recurrían a la Unión Soviética por combustible, y a cambio debían entregar tanto maquinaria como bienes agrarios, industriales y de consumo a la Unión Soviética. La recuperación económica oriental fue, por tanto, mucho más lenta, y muchos piensan que las economías de Europa del Este, de hecho, jamás se recuperaron durante el periodo comunista, teniendo como resultado la formación de unas economías de penuria y una brecha entre el este y el oeste del continente. Los estados policiales del Este podían garantizar, además, la continuidad del racionamiento y de las medidas de racionamiento, pero los fuertes gastos en policía y servicios de espionaje interior suponían grandes cantidades de dinero que podrían haberse destinado a tareas de reconstrucción. Yugoslavia, en cambio, sí recibió ayuda de los Estados Unidos, pero no se considera enmarcada dentro del Plan Marshall.
Japón, por otra parte, también quedó muy devastado tras la guerra. Sin embargo, en este caso ni los estadounidenses y ni el Congreso tenían tantas simpatías hacia los japoneses como hacia los europeos; además, Japón no tenía interés ni estratégico ni económico para los Estados Unidos, por lo que no se creó ningún plan de ayudas y la recuperación económica hasta 1950 fue lenta. Aun así, aquel año estalló la guerra de Corea, y Japón se convirtió en el centro de operaciones de las misiones de las Naciones Unidas, además de un proveedor crucial de material. A partir de 1952 el crecimiento japonés tomó un gran ritmo ascendente: entre 1952 y 1971 el crecimiento en el Producto Nacional Bruto real alcanzó una media anual de un 9,6 %. Los Estados Unidos, en contraste, crecieron una media de un 2,9 % anual entre 1952 y 1991. La importancia de la guerra de Corea puede apreciarse en un ejemplo bien conocido, como es el de la compañía Toyota: en junio de 1950 sólo produjo unos 300 camiones y estaba a punto de la bancarrota. Durante los primeros meses de la guerra en el país vecino, recibió un pedido del ejército estadounidense de producir 5000 vehículos, y la compañía se revitalizó. Durante los cuatro años de la guerra, entró más dinero a la economía japonesa que a cualquier otro país miembro del Plan Marshall.
Canadá, como los Estados Unidos, prácticamente no había sufrido los efectos de la Segunda Guerra Mundial, y en 1945 era una de las economías más grandes del mundo. Sin embargo, dependía mucho más fuertemente que los Estados Unidos del comercio con Europa, y tras la guerra se empezaron a notar las consecuencias. En abril de 1948, el Congreso de los Estados Unidos modificó el Plan Marshall, permitiendo que los europeos compraran también bienes y productos de Canadá. Esta modificación fue la clave para la estabilidad económica canadiense, puesto que Canadá ganó 1 000 millones de dólares durante los dos primeros años de la operación. Esto contrasta con el tratamiento que se le dio a Argentina, otra gran economía dependiente de Europa en lo que respecta a sus exportaciones agrarias. Sus productos fueron excluidos de forma deliberada de los mercados europeos que participaron en el Plan debido a las diferencias políticas entre los Estados Unidos y el entonces presidente de Argentina, Juan Perón. Esto dañaría al sector agrario argentino, y ayudaría a precipitar el deterioro de la economía del país.

## Críticas negativas al Plan Marshall

Sello utilizado en los paquetes de la ayuda entregada a través del Plan Marshall.

### Críticas iniciales
Las primeras críticas al Plan Marshall llegaron desde diversos economistas de corte liberal. Wilhelm Röpke, que tuvo una gran influencia sobre las decisiones económicas del canciller alemán Ludwig Erhard en su programa económico de recuperación, creía que la recuperación económica debía basarse en la eliminación de la planificación centralizada, y en la restauración de la economía de mercado en Europa, y en especial en aquellos países que habían adoptado políticas económicas de carácter fascista y corporativista. Röpke criticaba el Plan Marshall porque se interponía en la transición al libre mercado mediante el subsidio de los sistemas existentes. Erhard puso en práctica la teoría de Röpke, y más tarde le atribuiría el mérito en el éxito económico de Alemania. Henry Hazlitt, por su parte, criticaba el Plan Marshall en su libro Will Dollars Save the World? (en español, ¿Salvarán el mundo los dólares?), publicado en 1947, y en el que argumentaba que la recuperación económica procedía a través del ahorro, la acumulación de capital y la empresa privada, y no a través de subsidios monetarios. Ludwig von Mises también criticó el Plan Marshall en 1951 y, según sus palabras, creía que "los subsidios americanos posibilitan que los gobiernos oculten parcialmente los efectos desastrosos de varias medidas socialistas que han adoptado." También hacía una crítica general a la ayuda extranjera, considerando que servía para crear enemigos ideológicos en lugar de socios económicos, por interferir con el libre mercado.

### Críticas modernas
Su papel en la rápida recuperación ha sido debatido. La mayoría rechaza la idea de que solo revivió milagrosamente a Europa, ya que la evidencia muestra que ya se estaba llevando a cabo una recuperación general. Las subvenciones del Plan Marshall se proporcionaron a una tasa que no era mucho más alta en términos de flujo que la ayuda anterior de UNRRA y representaban menos del 3 % del ingreso nacional combinado de los países receptores entre 1948 y 1951, lo que significaría un aumento en el crecimiento del PIB de solo 0,3 %. Además, no existe una correlación entre la cantidad de ayuda recibida y la velocidad de recuperación: tanto Francia como el Reino Unido recibieron más ayuda, pero Alemania Occidental se recuperó significativamente más rápido.
Las críticas al Plan Marshall fueron muy habituales entre los historiadores de la escuela revisionista, como Walter LaFeber, durante las décadas de los 60 y de los 70. Argumentaban que el plan era una muestra de imperialismo económico estadounidense, y que no era más que un intento para tomar el control de la Europa occidental de la misma forma que los soviéticos controlaban la Europa oriental. Esta escuela argumenta que la generosidad no formaba parte del plan, que realmente se movía impulsado por los objetivos geopolíticos norteamericanos. Revisando la economía de Alemania Occidental entre 1945 y 1951, el analista alemán Werner Abelshauser concluyó que «la ayuda externa no fue algo crucial a la hora de iniciar la recuperación o de mantenerla». Por su parte, el economista Tyler Cowen concluyó, tras un estudio de las economías de Francia, Italia y Bélgica, que fue Bélgica, el país que utilizó políticas de libre mercado antes y de forma más intensa, tras su liberación en 1944, quien experimentó una recuperación más rápida, y quien evitó los mayores problemas de alojamiento y alimentación de la población que sí que hubo en el resto de Europa continental. Sin embargo, las naciones que más ayuda relativa habían recibido del Plan Marshall (Reino Unido, Suecia y Grecia) habían producido los menores retornos y habían sido los que menos habían crecido entre 1947 y 1955. Por otra parte, las naciones que menos recibieron (Alemania, Austria e Italia) fueron las de mayor crecimiento. Debería tenerse en cuenta, sin embargo, que estos últimos países eran también los más devastados y, por tanto, los que mayor potencial de recuperación tenían.
Alan Greenspan, antiguo presidente de la Reserva Federal de los Estados Unidos, atribuye el mérito de la recuperación económica europea a Ludwig Erhard. Greenspan escribe en su obra The Age of Turbulence que fueron las políticas económicas implementadas por Erhard el factor principal de la recuperación europea, sobrepasando de largo a la contribución del Plan Marshall. Establece que fueron sus reducciones en la regulación económica las que permitieron la milagrosa recuperación alemana, y que esas políticas también contribuyeron a la recuperación de muchos otros países europeos. Utiliza también como ejemplo comparativo el caso de Japón, que también experimentó un rápido crecimiento sin ningún tipo de ayuda. Atribuye el crecimiento al estímulo económico tradicional, como los incrementos en la inversión, acelerado por un alto nivel de ahorro y un nivel de impuestos bajo. Japón recibió una gran inyección de dinero durante la guerra de Corea, si bien en la forma de inversión y no como subsidios.
Las críticas al Plan Marshall también intentan demostrar que fue el comienzo de una serie de programas de ayuda exterior, en su opinión, desastrosos. Desde los años 1990, los economistas se han ido volviendo cada vez más hostiles a la idea de la ayuda externa. Por ejemplo, Alberto Alesina y Beatrice Weder, sumándose a la literatura existente sobre ayuda económica y corrupción, entienden que ese tipo de ayudas se dilapidan y se utilizan de forma egoísta por los miembros del gobierno receptor de las ayudas, lo cual finaliza con un incremento en la corrupción gubernamental. Esta política en la que se promocionan gobiernos corruptos se atribuye al ímpetu inicial del Plan Marshall.
Noam Chomsky escribió que la cantidad de dinero entregado a Francia y Países Bajos igualaba a los fondos que estos países utilizaron para financiar a sus ejércitos en el sudeste asiático. Dice que el Plan Marshall «creó el marco para la inversión de grandes cantidades de dinero estadounidense en Europa, estableciendo la base para las multinacionales modernas». Otras críticas al Plan Marshall surgen a raíz de informes según los cuales los Países Bajos utilizaron una gran proporción de los mismos para intentar reconquistar Indonesia en la época en la que se independizó. El periodista estadounidense ganador del premio Pulitzer, Tim Weiner, sostiene en su libro Legacy of Ashes que el 5 % del presupuesto del Plan Marshall, unos 685 millones de dólares, fue puesto a disposición de la recién creada Agencia Central de Inteligencia (CIA).

### Otras lecturas
- Agnew, John; Entrikin, J. Nicholas, eds. (2004). The Marshall Plan Today: Model and Metaphor (en inglés). Routledge. ISBN 978-1138865433.
- Arkes, Hadley (1972). Bureaucracy, the Marshall Plan, and the National Interest (en inglés). Princeton University Press. ISBN 978-1400867042.
- Behrman, Greg (2008). The Most Noble Adventure: The Marshall Plan and How America Helped Rebuild Europe (en inglés). Free Press. ISBN 978-0743282642.
- Bonds, John Bledsoe (2002). Bipartisan Strategy: Selling the Marshall Plan (en inglés). Praeger. ISBN 978-0275978044.
- Esposito, Chiarella (1994). America's Feeble Weapon: Funding the Marshall Plan in France and Italy, 1948-1950 (en inglés). Praeger. ISBN 978-0313293405.
- Denison, Edward F.; Chung, William K. (1976). How Japan's Economy Grew So Fast: Sources of Postwar Expansion (en inglés). Brookings Institution. ISBN 978-0815718079.
- Djelic, Marie-Laure (1998). Exporting the American Model: The Post-War Transformation of European Business (en inglés). Oxford University Press. ISBN 978-0198293170.
- Fossedal, Gregory A. (1993). Our Finest Hour: Will Clayton, the Marshall Plan, and the Triumph of Democracy (en inglés). Hoover Institution Press. ISBN 978-0817992019.
- Gimbel, John (1976). The origins of the Marshall plan (en inglés). Stanford Univ Pr. ISBN 978-0804709033.
- Kennedy, David; Cohen, Lizbeth; Bailey, Thomas A. (2006). The American Pageant: A History of the Republic (en inglés) (13.ª edición). Houghton Mifflin Company.
- Kipping, Mathias; Bjarnar, Ove, eds. (1998). The Americanisation of European Business: The Marshall Plan and the Transfer of Us Management Models (en inglés). Routledge. ISBN 978-0415171915.
- Mee, Charles L. (1984). The Marshall Plan: The Launching of the Pax Americana (en inglés). Simon and Schuster. ISBN 978-0671421496.
- Milward, Alan S. (1987). The Reconstruction of Western Europe, 1945-51 (en inglés). Routledge. ISBN 978-0415084482.
- Ritenour, Shawn. «Biography of Wilhelm Röpke (1899-1966): Humane Economist». Mises Institute (en inglés).
- Vicker, Rhiannon (2000). Manipulating Hegemony: State Power, Labour and the Marshall Plan in Britain (en inglés). Palgrave Macmillan. ISBN 978-0333772843.
- Wallich, Henry Christopher (1976) [1955]. Mainsprings of the German Revival (en inglés). Praeger. ISBN 978-0837190174.
- Wasser, Solidelle F.; Dolfman, Michael L. (junio de 2005). «BLS and the Marshall Plan: The Forgotten Story». Monthly Labor (en inglés) 128 (6): 44-52.
- Wend, Henry Burke (2001). Recovery and Restoration: U.S. Foreign Policy and the Politics of Reconstruction of West Germany's Shipbuilding Industry (en inglés). Praeger. ISBN 978-0275969905.